# 안티마이신 A
안티마이신 A(영어: antimycin A)는 스트렙토마이세스 세균에 의해 생성되는 2차 대사산물이며, 안티마이신으로 불리는 관련 화합물 그룹의 구성원이다. 안티마이신 A는 미국의 긴급 계획 및 지역의 알권리에 관한 법률(42 U.S.C. 11002)의 302절에 정의된 바와 같이 미국에서 극도로 위험한 물질로 분류되며, 대량으로 생산, 저장, 사용하는 시설에서 엄격한 보고 요건을 따른다.

## 같이 보기
- 항생제
- 안티마이신